# 黄酒
黄酒（ホアンチュウ、拼音: huáng jiŭ）は、中国の米を原料とする醸造酒。紹興酒は代表的な黄酒であり、老酒（ラオチュウ）は長期熟成させた黄酒である。

## 概要
アルコール度数は14～18度。日本の酒税法では、その他の醸造酒(旧法ではその他の雑酒(2))に該当する。飲用のほかに、日本酒と同様に調味料としても用いる。中国全土で造られているが、主要生産地は長江南部であり、浙江省で全生産量の半分を造っている。浙江省で造っている代表的な黄酒として紹興酒がある。味と香りは千差万別である。糖分がほとんど含まれず、ブドウ糖の重量比0.2%程度のドライなものから、28%もあるもの（例：丹陽封缸酒）まである。風味も、淡白なものから、黒ビールのように苦いもの（例：即墨老酒）まである。
黄酒を長期熟成させたものを老酒（ラオチュウ、lǎojiǔ）と呼ぶ。色の濃い黄酒も老酒と呼ぶ。中国青島市の即墨老酒は代表的な老酒（中国本土以外の台湾・日本で作られたものも老酒と言うこともある）。逆に色の薄いものを清酒（チンチュウ、qīngjiǔ）と呼ぶ。
中国の醸造酒には、黄酒のほかに紅酒と黒酒と葡萄酒があるが、黄酒以外はあまり普及していないので、黄酒は醸造酒の代名詞になっている。これに対して、醸造酒を蒸留してできる透明な酒を白酒（パイチュウ、báijiǔ）という。

## 分類
黄酒は、直糖分（直糖は繊維以外の甘みを感じる糖類。酒ではほとんどがブドウ糖）によって4種類のタイプに分類できる。
| 直糖分 (g/100mL) | 黄酒のタイプ | 仕込み時添加物        | 代表例                 |
| ---------------- | ------------ | --------------------- | ---------------------- |
| 0.5以下          | 乾型黄酒     | (標準とする)          | 紹興元紅酒、北京元紅酒 |
| 0.5～3.0         | 半乾型黄酒   | + 米と麹を1割ほど増量 | 紹興加飯酒、北京加飯酒 |
| 3.0～10.0        | 半甜型黄酒   | 水に代えて乾型黄酒    | 紹興善醸酒、福建老酒   |
| 10.0以上         | 甜型黄酒     | + 麹と粕取り焼酎      | 紹興香雪酒、蜜酒       |

## 酒母の造り方
黄酒とその酒母は、地域によって原料と麹が異なり、製法も地域や工場によって異なっている。麹に含まれるカビや酵母が地域・工場によって異なるので、香りも千差万別になる。典型的なものを中心にして、造り方を説明する。

### 原料
次のものを原料として造る。
- 糯米（もちごめ）
山東省から華北にかけては、黍米を用いる。江蘇省・福建省の一部と東北地方では、粳米を用いる場所もある（清酒になる）。
- 麦麹 …… 小麦で作った麹。クモノスカビなどを含む。
米粉とヤナギ蓼（たで）で作った小麹や、米麹を使う地域もある。
- 酒薬 …… 粳米粉とヤナギ蓼で作った、酵母や乳酸菌の種
- 水
- 漿水 …… 糯米を浸した後の水

糯米を精白して水に浸漬しておくと、乳酸発酵する。1～2週間たったら糯米を取り出して蒸し、原料とする。浸漬水も、“漿水”と呼んで原料として用いる。乳酸が腐敗を防ぎ、酒にコシ（酸味）を加える。
その他の原料として、上記の原料から造られた酒を用いる。
- 乾型黄酒 …… 半甜型黄酒に用いる。
- 酒粕から造った焼酎（粕取り焼酎） …… 甜型黄酒に用いる。

### 酒母
酒母は、たとえば次のようにして造る。
1. 糯米を蒸す。
2. 蒸した糯米を、底がすのこになっている桶に入れ、冷水をかけて冷ます。
3. 酒薬をまぶし、大甕の内部の側壁に塗りつける。
4. 3日ほどででんぷんが糖化し、底に甘酸っぱい液となって溜まる。
5. 麹と水を加え、ときどき混ぜる。これを繰り返す。

そのまま発酵させて黄酒の酒母（母体）とする。アルコール度数は低い。

## 黄酒の種類と造り方
黄酒は、日本酒と同様に、でんぷんの糖化とアルコール発酵とを同時に行う並行複発酵によって造られる。ただし、糖化のために用いる麹の種類が異なる。
乾型黄酒の製法が、基本となる。中国では、このタイプの黄酒がもっとも多く飲まれている。半乾型黄酒は、乾型黄酒の原料を増量して、濃くした酒である。
半甜型黄酒と甜型黄酒は、仕込み開始時にアルコールを加えるので、みりんと同様に甘くなる。甘くなる理由は、酵母はアルコール度数が20度付近になると糖を消費してアルコールを生成する発酵を停止してしまい、それ以降は麹によってでんぷんの糖化だけが継続するからである。

### 乾型黄酒
酒母に、漿水と水、蒸した糯米と麹を加えて造る。10日間の1次発酵の後、小さめの甕に分け入れ、蓋（ふた）をして、屋外で3か月弱の2次発酵をする。醸造直後のアルコール度数は約16～17度。これを濾過（ろか）した後、80～90℃に加熱（煮酒）して殺菌し、甕に詰める。その口を蓮の葉と油紙で覆い、素焼きの皿で蓋をし、竹皮で包み、粘土で塗り固める。

### 半乾型黄酒
乾型黄酒と造り方は同じであるが、糯米と麦麹を1割ほど増量して造る。醸造直後のアルコール度数は18～19度。

### 半甜型黄酒
半甜型黄酒は、仕込み水の代わりに乾型黄酒を使って仕込んだもの。この製法は、アルコール分を増すために工夫された、古くからある方法である。この製法の酒を、昔は“重醸酒”、“酎”（焼酎の字源）、“醇酒”などと呼んでいた。直糖分とエキス分が多い濃厚な酒になる。

### 甜型黄酒
甜型黄酒は、乾型黄酒の醪（もろみ）に麦麹を追加し、“糟焼”（粕取り焼酎、つまりアルコール）を加えて、醪のまま3～4か月間おいて造ったもの。アルコール度数は20度。

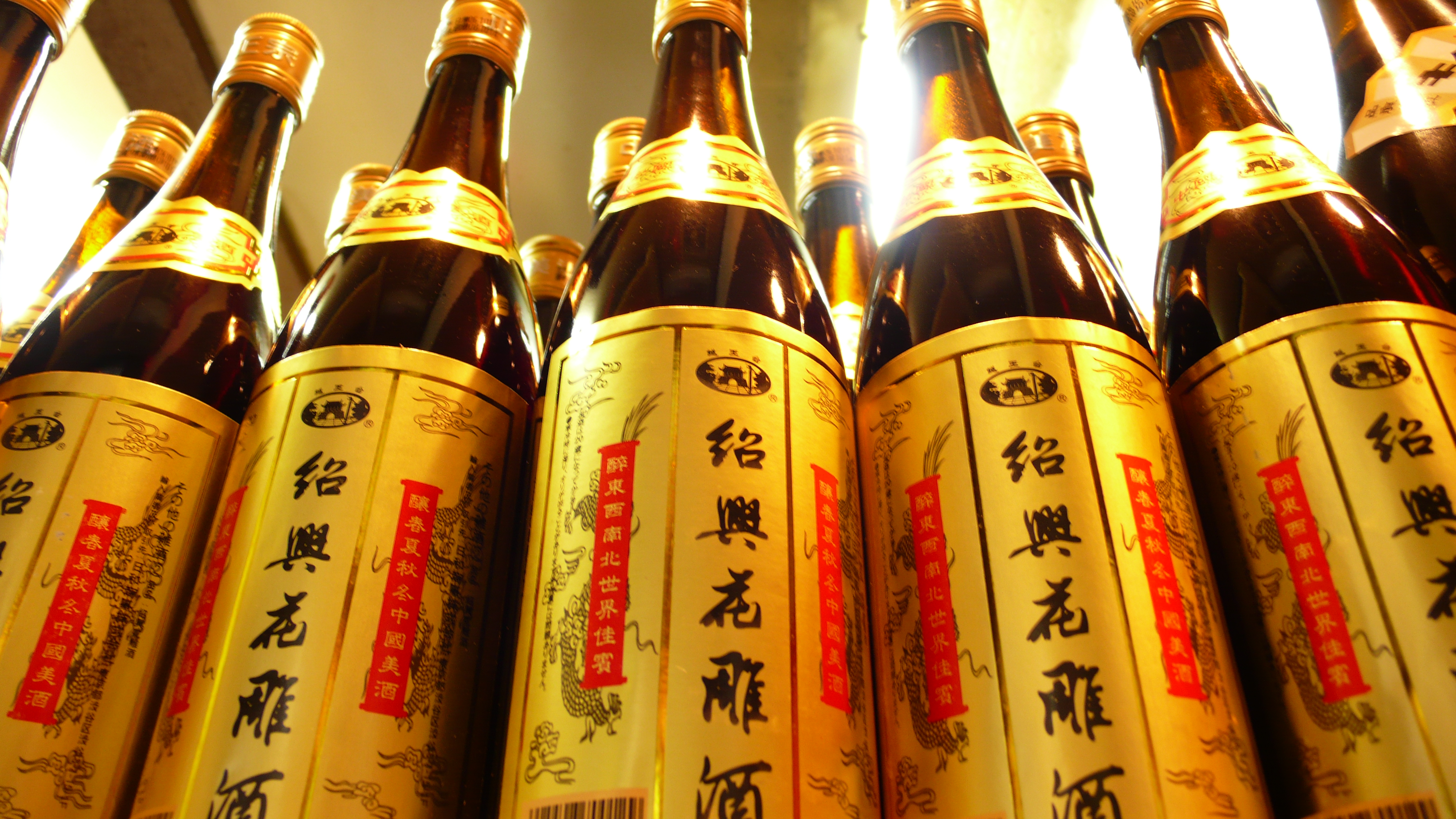
紹興花彫酒
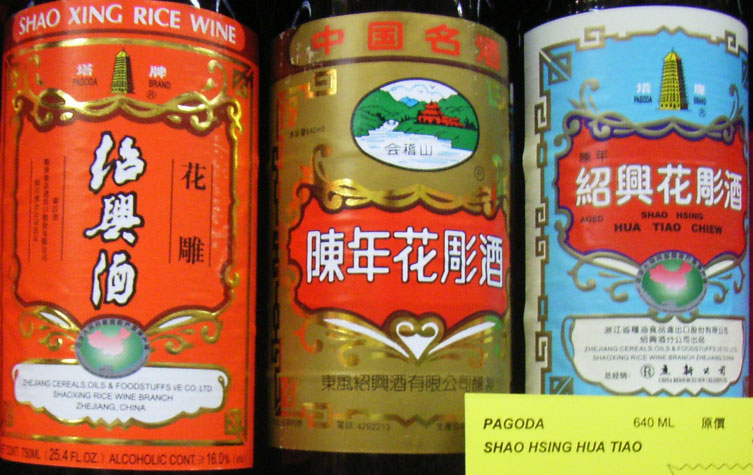
紹興花彫酒